# 環境緑化新聞
環境緑化新聞（かんきょうりょくかしんぶん）は、1973年7月に創刊した日本のランドスケープ・造園業界における隔週刊の専門紙である。東京都新宿区神楽坂に本社を置く株式会社インタラクションが編集・発行する。造園・緑化業界の展示会である『エコ・グリーンテック』や『日比谷公園ガーデニングショー』の事務局も行なっている。

## 沿革
- 1973年 - 環境緑化新聞創刊。
- 1996年 - 展示会・第1回『エコ・グリーンテック』
- 2000年 - 『自然環境データブック』創刊
- 2003年 - 第1回『日比谷公園ガーデニングショー』
- 2005年 - 第1回『環境・福祉ヒーリングフェア』